# Anyone (Anyone)
Anyone è il titolo dell'album discografico di esordio della band Anyone, pubblicato nel 2001.

## Tracce
1. Giving Thrills – 4:22
2. Don't Wake Me – 3:08
3. Lazy Hazy – 3:59
4. Whole World's Insane – 3:59
5. Hitches – 4:48
6. Slaves (Part 12) – 1:01
7. Real – 3:24
8. Fly – 4:01
9. Turnaround – 4:26
10. Running Dry – 3:22
11. Drops Of Miracle – 4:38
12. She – 4:25
13. Peace Love & Toxic – 2:31
14. Dear Sylvia – 4:13
15. Kissing God – 3:46
16. Wait Until Morning – 7:48